# Josefina Roma i Riu
Josefina Roma i Riu (Barcelona, 1944) és una antropòloga catalana especialitzada en cultura popular de Catalunya i l'Aragó.
Es va llicenciar en història l'any 1966 i va iniciar-se en l'antropologia i l'etnologia a partir de les classes dels doctors Fuster i Panyella, en els darrers cursos de la llicenciatura. Un cop acabada la carrera d'història, va fer un post-grau a Madrid, amb el doctor Esteva, on va realitzar una tesina sobre les creences religioses dels Igorots de les Filipines. Va realitzar la tesi doctoral sobre la música i els balls tradicionals a la comarca de Sobrarbe (Aragó) i la seva relació amb la història, així com amb la música i el ball d'altres indrets propers. Va obtenir el doctorat en antropologia el 1972 per la Universitat de Barcelona.
Va ser professora titular d'aquesta mateixa universitat des de 1974 fins a la seva jubilació l'any 2015. Va fundar i dirigir el Màster de Museologia de la UB fins a l'any 1998. També va ser membre fundadora de l'Institut Català d'Antropologia i de l'Institut Aragonès d'Antropologia. Formà part del consell assessor del Museu Etnològic de Barcelona. Va dedicar la seva recerca a l'estudi de la religió i la mitologia, la cultura popular i la festa al Pirineu aragonès i català, com els goigs o als romiatges. També va estudiar les narratives sobre fades i bruixeria, entre d'altres. Va destacar especialment en l'estudi del patrimoni cultural material i immaterial d'Aragó, sobre el qual es va convertir en referència nacional i internacional.

## Premis i distincions
- Premi Institut Aragonès d'Antropologia (1998)[3]
- Permi Esteban de Esmir (2013)[2]
- Premi Joan Amades de Cultura Popular i Tradicional (2019)[1][6]